# آرکو-لا-باتای
آرکو-لا-باتای (به فرانسوی: Arques-la-Bataille) یک کمون در فرانسه است که در canton of Offranville واقع شده‌است. آرکو-لا-باتای ۱۴٫۶۹ کیلومتر مربع مساحت دارد.